# Hugo Fischer (Politiker)

Hugo Fischer, ca. 1938

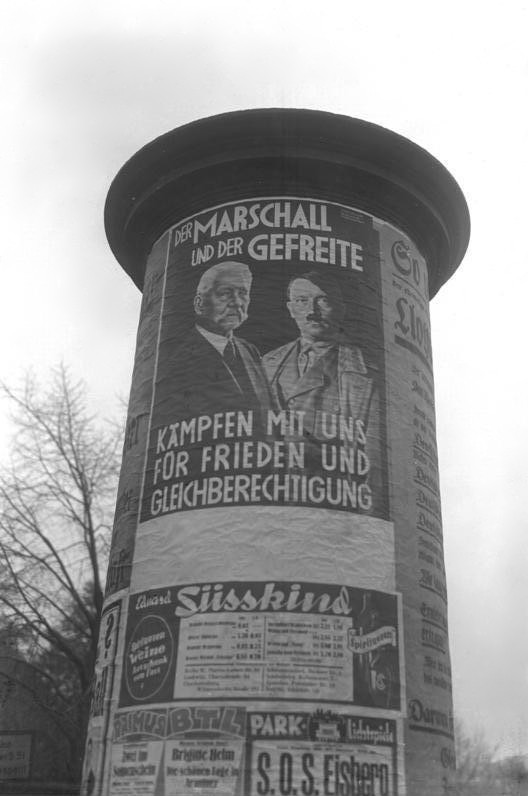
Wahlplakat der NSDAP zur Reichstagswahl 1933, für welches Fischer verantwortlich war.

Hugo Fischer (* 17. Januar 1902 in München; † 11. Juli 1979 in Holzkirchen) war ein deutscher Politiker und Stabsleiter der Reichspropagandaleitung der NSDAP.

## Leben
Nach dem Besuch des humanistischen Gymnasiums wurde Fischer kaufmännischer Angestellter. Schon Ende 1922 trat er der NSDAP bei. Im Jahr 1923 wurde er Mitglied der SA und kam in das 2. Bataillon des SA-Regiments München. Im gleichen Jahr beteiligte er sich am Hitlerputsch. Als Teilnehmer des Hitlerputsches wurde er mit dem Goldenen Parteiabzeichen der NSDAP und dem Blutorden ausgezeichnet. In München-Süd wurde er 1925 Propagandaleiter der NSDAP, trat der neu gegründeten Partei aber erst zum 29. März 1926 formell bei (Mitgliedsnummer 35.025). Anschließend wurde er 1927 Adjutant von Heinrich Himmler. Zum Leiter des Versammlungswesens der NSDAP stieg er im August 1930 auf.
Im Jahr der NS-Machtübernahme wurde er im April 1933 Stabsleiter und stellvertretender Reichspropagandaleiter der NSDAP in München und Reichshauptamtsleiter der NSDAP. In dieser Eigenschaft hielt er beispielsweise den ersten Lehrgang der Gau- und Kreispropagandaleiter der NSDAP vom 24. bis 26. April 1939 auf der Ordensburg Vogelsang ab. Joseph Goebbels ernannte ihn zum Mitglied des Reichskultursenats. Am 5. September 1936 eröffnete er die „Große antibolschewistische Ausstellung“ der Reichspropagandaleitung im Rahmen des Reichsparteitages in der Nürnberger Norishalle. 1940 war er neben dem Stabsleiter noch Hauptamtsleiter des Amtes Kultur und des Reichsautozugs Deutschland beim Reichspropagandaleiter des NSDAP. Im April 1942 gab er alle Ämter in der Reichspropagandaleitung der NSDAP ab. Das Amt des Stabsleiters der Reichspropagandaabteilung der NSDAP übernahm Eugen Hadamovsky.
Im Juli 1933 war er Führer der Nationalsozialistischen Reichsfachschaft Deutscher Werbefachleute (NSRDW) geworden und wurde am 15. November 1935 zum Kultursenator ernannt. Später war er Reichsfachschaftsleiter der NSRDW, Präsident des Instituts für Deutsche Kultur- und Wirtschaftspropaganda und Präsident der Vereinigung Deutscher Werbung. Am 18. März 1939 wurde er Leiter der Reichspropagandaleitung für die Volksabstimmung am 10. April 1938.
Für den Wahlkreis Berlin-Ost wurde er 1936 Reichstagsabgeordneten und gehörte von März 1936 bis 1945 für den Wahlkreis 3 dem funktionslosen nationalsozialistischen Reichstag an.
Am 30. Januar 1938 war er als SA-Führer z. V. dem Stab der Obersten SA-Führung zugeteilt und wurde zum gleichen Tag SA-Oberführer. In der SA erfolgte 1941 die Beförderung zum SA-Brigadeführer.

## Werke
- Ein Kampf um Deutschland,  München und Berlin 1933
- Des deutschen Volkes Schicksalswende am 29. März – Am 29. März Deine Stimme Adolf Hitler!, Berlin 1935
- Deutschland dankt ihm… – Propagandaschrift anlässlich der Volksabstimmung am 29. März 1935, München 1935
- Die Sprache der Tatsachen! Wahlaufruf der NSDAP zum 29.3.1936, Berlin 1936
- Politische Propaganda und Rundfunk. In: Handbuch des deutschen Rundfunks 1939–1940, Heidelberg/Berlin 1939
- Der Film als Propagandawaffe. In: Jahrbuch der Reichsfilmkammer
- Lieder eines Soldaten, 1940